# Donanaghatta, Holenarsipur
Donanaghatta là một làng thuộc tehsil Hole Narsipur, huyện Hassan, bang Karnataka, Ấn Độ.